# Monte San Pietro
Monte San Pietro (en dialecte bolonyès: Måunt San Pîtr) és un comune (municipi) de la Ciutat metropolitana de Bolonya (antiga província de Bolonya), a la regió italiana d'Emilia-Romagna, situat uns 12 km al sud-oest de Bolonya.
L'1 de gener de 2018 tenia 10.960 habitants.
Limita amb els municipis de Marzabotto, Sasso Marconi, Valsamoggia i Zola Predosa.